# Vänstra Alxa
Vänstra Alxa är ett mongoliskt baner som lyder under Alxa i den autonoma regionen Inre Mongoliet i nordvästra Kina, omkring 550 kilometer väster om regionhuvudstaden Hohhot.